# Ismail Omar Guelleh
Ismail Omar Guelleh (født 27. november 1947 i Dire Dawa, Etiopien) har siden 1999 været præsident i Djibouti, og har tidligere har arbejdet indenfor efterretningstjenesten. Han efterfulgte sin onkel, Hassan Gouled Aptidon som var præsident frem til 1999.